# Glénat (Cantal)
Glénat település Franciaországban, Cantal megyében. Lakosainak száma 174 fő (2022. január 1.). Glénat Roumégoux, Saint-Gérons, Saint-Saury, La Ségalassière, Siran és Le Rouget-Pers községekkel határos.

## Népesség
A település népességének változása:
| Lakosok száma | 371  | 302  | 271  | 218  | 185  | 181  | 174  | 171  | 170  | 174  |
|               | 1968 | 1982 | 1990 | 2006 | 2013 | 2015 | 2017 | 2019 | 2020 | 2022 |